# Provincia de Ricaurte
La provincia de Ricaurte, constituida por 13 municipios, es  una de las 15 provincias del departamento de Boyacá (Colombia).  y es la provincia más turísticas del departamento siendo la más reconocida la población de Villa de Leyva.  
La Provincia de Ricaurte se encuentra dividida política y administrativamente en dos zonas: Alto Ricaurte y Bajo Ricaurte.
La zona del Alto Ricaurte con siete  municipios: Gachantivá, Ráquira, Sáchica, Santa Sofía, Sutamarchán, Tinjacá y Villa de Leyva; y la zona del Bajo Ricaurte con seis municipios:  Arcabuco, Chitaraque, Moniquirá, San José de Pare, Santana y Togüí.

## Municipios
La Provincia de Ricaurte está conformada por 13 municipios que son:
| Insignia | Nombre           | Área (km²)   | Habitantes | Altitud (m s. n. m.) | Año de fundación | Código postal urbano |
| -------- | ---------------- | ------------ | ---------- | -------------------- | ---------------- | -------------------- |
|          | Arcabuco         | 155 km²      | 6.265      | 2575                 | 1856             | 154201               |
|          | Chitaraque       | 157,65       | 6.185      | 1575                 | -                | 154420               |
|          | Gachantivá       | 66           | 2.939      | 2375                 | -                | 154220               |
|          | Moniquirá        | 220 km²      | 24.083     | 1669                 | 1788             | 154260               |
|          | Ráquira          | 231 km²      | 8.441      | 2150                 | 1580             | 153801               |
|          | Sáchica          | 62,4 km²     | 5.868      | 2152                 | 1556             | 153880               |
|          | San José de Pare | 73,85        | 5.274      | 1525                 | -                | 154460               |
|          | Santa Sofía      | 78           | 3.374      | 2360                 | -                | 154240               |
|          | Santana          | 67 km²       | 8.088      | 1591                 | 1806             | 154440               |
|          | Sutamarchán      | 102 km²      | 6.532      | 2093                 | 1556             | 153860               |
|          | Tinjacá          | 79,26 km²    | 3.496      | 2113                 | 1556             | 153840               |
|          | Togüí            | 118          | 4.582      | 1655                 | 1821             | 154401               |
|          | Villa de Leyva   | 128 km²      | 17.466     | 2146                 | 1572             | 154001               |
|          | Total            | 1.538,16 km² | 102.593    | -                    | -                | -                    |

## Límites provinciales
Los límites de la provincia son:
| Noroeste: Santander    | Norte: Santander  | Nordeste: Santander |
| Oeste: Occidente       |                   | Este: Centro        |
| Suroeste: Cundinamarca | Sur: Cundinamarca | Sureste: Centro     |